# Costa do Marfim nos Jogos Olímpicos de Verão de 2000
Costa do Marfim participou dos Jogos Olímpicos de Verão de 2000 em Sydney, Austrália.